# Testr
Testr ist der erste Supermarkt, der Waren ursprünglich ohne Bezahlung verkaufte. Er wurde 2014 unter dem Namen Freemarket Kopenhagen in Dänemark eröffnet. Neben einer monatlichen Pauschalabgabe verpflichteten sich Kunden zu Gegenleistungen, die hauptsächlich auf Marketing in sozialen Netzwerken oder auf der Teilnahme an Marktforschungsbefragungen beruhen. Das Konzept wurde inzwischen auf eine virtuelle Währung und freiwillige Gegenleistungen umgestellt.
Das Supermarktkonzept wurde von Simon Taylor gegründet. Der Werbefachmann Taylor gründete das Geschäftsmodell im Internet bereits über ein Jahr vor der Ladenöffnung. Die Artikel kamen damals mit der Post und die Mitgliedschaft war kostenlos. Mit der Eröffnung der Filiale in Frederiksberg änderte sich das Vertriebskonzept.

## Geschäftsmodelle

### Ursprüngliches „Gratis“-Konzept
Jeder Kunde bezahlte eine monatliche Nutzungsgebühr von 19 dänischen Kronen (rund 2,55 Euro), musste jedoch Fragebögen zu den kostenlosen Waren ausfüllen und Fotos in soziale Netzwerke posten. Bis zu zehn verschiedene Produkte durften sich die Kunden aus dem Sortiment des Supermarkts jeweils aussuchen.
Neben der Marktforschung nutzen viele Unternehmen den Supermarkt für ihre Werbung. Der Supermarkt finanzierte sich ursprünglich nur durch die Hersteller und die Monatsgebühren. Die Hersteller stellen dort neue Produkte zur Verfügung, um sie in den Markt zu bringen oder den Marktwert zu testen. Die Freemarket-Mitgliederzahl am Standort Kopenhagen hatte sich nach einem Monat von 5.000 bereits auf 10.000 verdoppelt.

### Angepasstes Konzept: Bezahlung und fiktive Währung
Nach rund sechs Monaten und einem Anwachsen der Mitgliederzahl auf 20.000 habe sich nach Angabe von Taylor gezeigt, dass viele Kunden Waren ohne tatsächliches Interesse gekauft hätten. Das Geschäftsmodell wurde angepasst und der Laden in Testr umfirmiert. Angestrebt wurden nun ca. 5000 Kunden, die aus „echtem Interesse“ einkaufen sollten. Unter dem neuen Namen müssen Kunden Dänische Kronen in die virtuelle Währung „Testr-Krone“ tauschen, für die sie zu marktüblichen Preisen einkaufen können. Die Teilnahme an Marktforschung und Promotion auf sozialen Netzwerken ist nur noch optional auf freiwilliger Basis möglich, wird aber mit Kronen in der virtuellen Währung vergütet.